# Snotra
En la mitologia escandinava, Snotra (en nòrdic antic "intel·ligent") és una ásynja associada a la saviesa. Snotra només és esmentada a l'Edda en prosa, escrita al segle xiii per Snorri Sturluson. Els estudiosos han proposat diverses teories sobre les implicacions d'aquesta deessa.

## Aparicions als mites
Al capítol 35 del llibre Gylfaginning de l'Edda en prosa, Hár proporciona descripcions breus de 16 ásynjur. Hár esmenta Snotra en tretzena posició i diu que Snotra "és sàvia i cortesa". A més a més, Hár diu que un home savi o una dona sàvia pot ésser anomenat snotr en honor de Snotra. Al llibre Skáldskaparmál de l'Edda en prosa, Snotra apareix en una llista que conté 27 noms d'ásynjur. Tret d'aquestes dues fonts, Snotra no apareix en cap altra font.

## Teories
Andy Orchad i Rudolf Simek afirmen que, ja que Snotra no apareix enlloc més a l'Edda en prosa, Snotra pot ser una invenció per part de Snorri. Orchad especula que, d'altra banda, Snorri podria haver tingut accés a una font perduda i que la poca informació que Snorri proporciona pot ésser derivada del significat del seu nom.
Simek diu que Snorri pot haver-se inventat Snotra a partir de la paraula del nòrdic antic snotr ("intel·ligent") i "[la] col·locà juntament amb altres deesses insignificants." No obstant això, Simek també escriu que les deesses Snotra, Sága, Hlín, Sjöfn, Vár i Vör haurien de ser definides vagament com a figures que "haurien de ser considerades com a deesses protectores" que totes són responsables "d'àrees específiques de l'esfera privada i que, tot i així, es van fer diferències clares entre elles per la qual cosa són, en molt aspectes, similars a les matronae."